# Pentridge
Pentridge est un village du Dorset, en Angleterre.
Sa population était de 215 habitants en 2001.